# 新屋島水族館
新屋島水族館（しんやしますいぞくかん、英称：New Yashima Aquarium）は、香川県高松市屋島東町にある水族館。標高約300mの屋島山上にある日本でも珍しい水族館である。後述の通り、リニューアル工事のため2025年4月7日より約2年間の予定で休館中である。

## 沿革
1969年に四国電力の子会社などが出資し、屋島山上水族館（やしまさんじょうすいぞくかん）として開館した。
運営は、高松琴平電気鉄道の関連会社である瀬戸内深耕株式会社（1967年設立）→株式会社屋島水族館（1979年改名）がおこなっていた。開館に際しては「柱のない回遊式水槽」を設置する計画に対して、既存のガラスメーカーでは対応が困難な中、同じ県内の新興企業日プラが世界初のアクリル製回遊式水槽を製造・納入した。1971年に博物館法の「博物館相当施設」の登録を受ける。その後、アシカショープール（1971年）、ピラルク水槽（1973年）、トドプール（1979年）、イルカ（スナメリ）プール（1983年）、アザラシ水槽（1988年）といった施設が追加され、1992年からはマナティーの飼育を始めた。
しかし高松琴平電気鉄道の民事再生法適用の影響を受け、2006年9月30日限りでいったん閉館。10月1日付で、日プラの子会社であるせとうち夢虫博物館株式会社に事業譲渡され、整備改修後、12月23日に「新屋島水族館」として営業再開した。日プラはこの時点で世界の水族館に多くの水槽を納めて企画にかかわった実績があり、それを生かした地元の活性化は日プラにしかできないという考えで事業を引き受けた。運営を引き継ぐに際して日プラはカマイルカプール・クラゲ水槽・タッチプール・ドーム水槽・シリンダー水槽を新設した。再オープン後の回遊プールは直径10m・地上部分2.2m・地下部分2.2mで、360°継ぎ目のない水槽での観覧が可能である。
2008年3月29日には、旧レオマワールド内にあったせとうち夢虫館が隣接地に移転オープンした（当初は2007年9月の予定であったが、当館の開業に伴う道路混雑から見送られていた）。しかし、瀬戸内海国立公園内で建造物に制約があり、当初予定していた外観の変更や展示方法が実現できなかったことも一因となって、移転からわずか1年後の2009年3月31日限りで閉館となった。
2014年11月11日、運営元の日プラが、施設の老朽化や国立公園内であることによる施設の抜本的改修の困難性を理由に2015年にも閉鎖することを発表したが、その後の報道で2016年3月までは営業を継続すると表明した。2016年1月18日、日プラは施設をいったん閉鎖後にリニューアルしての存続を検討する方針変更を明らかにし、国の規制への対応等で行政のバックアップが前提とした。当時、香川県内では宇多津町・三豊市・小豆島町が水族館の新設を計画しており、新屋島水族館の存続はそれらに影響を与える可能性があると報じられた。行政からの支援について確定した報道はなかったが、いったん期限とされた2016年3月末を過ぎても営業は継続した。同年4月には日プラは「時間はかかっても、今の場所で営業を続けながら改修を進める」方針に転じたと報じられ、高松市は屋島活性化のため国立公園内での規制に対する配慮を国に対して求めていた。
2018年3月、高松市長の大西秀人は市議会で、自治体が施設整備に出資した上で運営を民間に委託する公設民営方式によりリニューアルする方針を明らかにしたが、実現せず、運営事業者の母体である日プラ株式会社が自社によるリニューアルを行うこととなった。一方、2018年9月には、旧運営会社が所有してせとうち夢虫博物館が賃借していた水族館の土地建物の所有権が日プラに無償譲渡された。
2018年11月12日、せとうち夢虫博物館株式会社は屋島水族館株式会社に社名変更。2019年11月1日、リニューアルオープン。2020年8月15日、イルカ水槽をリニューアルオープン。平均的な施設の半分以下の大きさだったイルカの水槽が、ようやく２倍になった。
|2024年12月2日、リニューアルのために2025年4月7日から2027年春まで休館となることを発表した。中心となるのは建設から50年以上が経過した本館の建替で、親会社のNIPPURA（2023年12月に改称）の技術を生かした「国内では他に見られない展示方法」を導入する予定である。休館を1週間後に控えた2025年3月31日、リニューアル後のイメージを発表し、屋外スペースは現状をそのまま活用する一方、建屋は2階建ての施設2棟に建て替え、その中に「屋島山上水族館」として開館した当時の「目玉」施設ながら約20年前にに撤去されたドーナツ型の回遊水槽を新たなスタイルで設置するとしており、そのうち1階の様子については開館まで詳細を非公開としている。リニューアルに際しては高松市と連携協定を締結し、市は「ふるさと融資制度」を活用したリニューアル工費の支援を実施する。また、休館期間中には、高松市中央卸売市場の旧青果棟（市場移転後の跡地）に「市場水族館」という名称で、水族館からペンギンやカワウソを移して展示する施設を5月頃にオープンするとした（イルカ、アザラシ、マナティーなどは屋島で継続飼育）。予告通り2025年4月7日から休館となった。市場水族館についても事前報道通り、5月3日に旧高松青果市場内にオープンした（開館時間は10-16時で火曜日休館）。

## 展示

### 飼育生物
2023年現在、約150種類前後の生物が飼育されている。日本での生態展示が当館と沖縄美ら海水族館のみであるアメリカマナティーをはじめ、バンドウイルカ、フンボルトペンギン、ゼニガタアザラシ、バイカルアザラシ、オタリア、コツメカワウソなどがいる。

### ショータイム
2024年現在、イルカとゼニガタアザラシのライブを実施している。イルカについては、土日祝日限定で、寸劇を交えた「イルカ劇ライブ」が実施される。
平日は、イルカ解説ライブ（通常）のライブが行われている。。
イルカライブ終了後は、一人300円でえさやり体験ができる。
このほか、ゼニガタアザラシライブについてはパフォーマンス終了後、一人200円でえさやり体験がおこなわれる。

### えさやり体験
2023年10月11日時点で、バンドウイルカ、ゼニガタアザラシ（以上はライブ終了後）、フンボルトペンギン（鳥インフルエンザ予防のため冬季中止）、コツメカワウソ、ウミガメに餌を与える体験ができる（イルカは1回300円、そのほかは各200円）。また、金魚と渓流の魚にも給餌できる（金魚の餌やりについては1カプセル100円）。

## 公式キャラクター
当館の公式キャラクターはマナティーの「マナやん」。2019年4月に登場。ロックバンド・キッスの影響で左目に星のペイントをし、頭にリーゼント風のキャベツを乗せている。瀬戸内フレスコボール親善大使、香川ファイブアローズ公認キャラクターを務めるなど水族館以外での活動も行う。

## 利用
- 当水族館開館に併せ、琴電屋島駅～屋島山上間のシャトルバスが開設された。当初は土曜・休日のみの運行であったが、好評のため2007年4月1日よりJR屋島駅に乗り入れ、毎日運行となる。
- 入館料は大人1500円、中学生・高校生700円、小学生・3歳以上の幼児500円、65歳以上の高齢者700円。障がい者は無料(要手帳提示)。屋島山上水族館時代よりも中学生と3歳以上の幼児が値上げ、高齢者が値下げとなった。